# ЧС200
ЧС200 (заводське позначення серії — 66Е) — швидкісний пасажирський двосекційний електровоз постійного струму, випущений в Чехословаччині заводом Škoda ім. Леніна в м. Пльзень в 1974 році, і з 1979 по 1980 рік, для експлуатації в СРСР на швидкісних ділянках лінії Ленінград — Москва, з максимальною швидкістю 200 км/год і конструкційної швидкістю 220 км/год. Всього заводом було випущено 12 електровозів цієї серії. 

## Історія створення електровоза
Зважаючи на зростаючу необхідність з метою переведення швидкісного руху лінії Ленінград — Москва на електричну тягу, з потужними та швидкісними локомотивами, а згодом і оновлення локомотивного парку на лінії Ленінград — Москва, Урядом СРСР спільно з МШС було прийнято рішення про замовлення в Чехословаччині на народному підприємстві Škoda в місті Пльзень нового потужного швидкісного електровоза постійного струму, здатного розвивати швидкість 200 км/год, потужністю двигунів 1050 кВт в годинному режимі, і 1000 кВт в тривалому режимі. У 1969 році почалася розробка та проектування нового швидкісного електровоза з умовним позначенням ЧС200, що означало: чехословацький, з розрахунковою швидкістю при експлуатації 200 км/год і індексом розробки, зазначенням роду струму, постійний, випробувальний, прототип (66Ео). Керівником проекту був призначений провідний інженер заводу Франтішек Палик. Основою проекту став вже експлуатуючий і чудово зарекомендований себе на залізницях СРСР електровоз постійного струму ЧС2. Однак в проект ЧС200 було внесено чимало значних змін. Виходячи з розрахунку тяги, розгону, а також підтримки швидкості стало ясно, що електровоз буде двосекційним і не схожим ні на одного зі своїх попередників.
Потужність електровоза була визначена з умов руху поїзда, що складається з 12-14 чотиривісних пасажирських вагонів з усталеною швидкістю 200 км/год, з урахуванням уповільнень і розгону такого потягу в місцях обмеження швидкості. Останнє вимагало збільшення потужності тягових електродвигунів приблизно на 40% в порівнянні з потужністю, необхідної для ведення поїзда з усталеною швидкістю. Так як необхідна потужність електровоза повинна бути близько 8000 кВт, а потужність одного електродвигуна становила близько 1000 кВт, то кількість тягових електродвигунів визначалося як вісім. Це в свою чергу визначило, що локомотив повинен бути восьмивісний. Таке рішення дозволило також одночасно отримати прийнятну для високих швидкостей навантаження від колісних пар на рейки.
Важливим у досягненні швидкості є і те, що в процесі розробки і проектування форма кузова і кабін електровоза змінювалася чотири рази. Спочатку основою проектування став кузов електровоза ЧС2 в двосекційному восьмивісному виконанні, пізніше розробляється паралельно кузов електровоза ЧС2Т, але випробування макетів цих кузовів в аеродинамічній трубі на швидкість потоку повітря 220 км/год показали невисокі результати, хоча електровоз ЧС2 і вдавалося розігнати до 183 км/год на Жовтневій залізниці. Рішення прийшло несподівано, під час випробувань на експериментальному кільці Velim прототип електровоза ES 499.0 (55Eo) змінно-постійного струму, побудований для Чехословацьких залізниць, розвинув швидкість 219 км/год. Варіант кузова і кабіни цього електровоза і став остаточним у спорудженні дослідних ЧС200.
На початку 1974 року завод Škoda закінчив будівництво двох дослідних електровозів ЧС200-001 (зав. № 6435) і ЧС200-002 (зав. № 6436). 24 липня 1974 електровоз ЧС200-001 маючи ширину колії 1435 мм в Чехословаччині, на експериментальному кільці Velim, розвинув швидкість 210 км/год. Наприкінці 1974 року обидва електровози ЧС200 прибули в локомотивне депо Ленінград-Пасажирський-Московський Жовтневої залізниці для проходження швидкісних випробувань. Згодом розробка та будівництво саме цих двох електровозів стало основою в будівництві серійних електровозів ЧС200 (66Е1), ЧС6 (50Е) і ЧС7 (82Е).

## Конструкція
Електровоз ЧС200 являє собою двосекційний локомотив, кожна секція якого має кузов звареної конструкції з несучою рамою, що спирається на дві двовісні візки з суцільнокоченими колісними парами, за допомогою колискового підвішування. Секції електровоза з'єднані жорсткою шарнірної зчіпкою-балкою з використанням ударно-щелепного механізму. Установка такої зчіпки виключає можливість саморозчеплення секцій при бовтанці, що виникає на високих швидкостях. Іншою причиною є наявність тільки одного керуючого силовими контакторами проміжного контролера ПК 330, встановленого в секції № 1, що виключає роботу кожної секції окремо. Для плавності ходу, гасіння поперечних коливань і запобігання завалювання кузова в кривих, обидві секції електровоза обладнані німецькими гасителями коливань Bogi і Koni. Кабіни машиніста обладнані кондиціонерами і припливною вентиляцією.
По електричній схемі ЧС200 — два електровози з роздільними силовими ланцюгами, що працюють за системою багатьох одиниць і тому не мають послідовного з'єднання всіх восьми ТЕД, що для електровозів постійного струму з реостатним регулюванням нетипово і породжує проблеми. Замість звичайного барабанного контролера управління, як на інших чеських електровозах, пульт управління ЧС200 обладнаний клавішним контролером (з перемикачем реверсорів, клавішами набору і скидання позицій, ослаблення поля і включення автоведення). Для зручності ведення маневрової роботи кабіни машиніста обладнані маневровим контролером, розташованим біля бічного вікна з боку крісла машиніста, а з боку помічника машиніста знаходиться індикація, що дозволяє контролювати локомотивної бригаді роботу електричних ланцюгів і агрегатів електровоза, не виходячи з кабіни.
Між лобовими вікнами з триплексу, товщиною 3,5 см розташований локомотивний світлофор АЛС-200, що дозволяє вести поїзд із заданою швидкістю в автоматичному режимі, враховуючи кількість вільних блок ділянок попереду. Вимірювання швидкості електровоза виробляє електронний покажчик швидкості і автоматичний регулятор швидкості (АРС), вмонтований в приладову панель пульта управління електровозом, «зав'язаний» з системами АЛС і автоведення і має дві шкали вимірювання швидкості до 220 км/год. Перша — Програмуюча машиністом через блок АРС на пульті управління, а друга показує досягнуту швидкість електровоза. Злиття їх в єдину лінію дозволяє підтримувати швидкість. Управляється автоведення з пульта з кнопками вибору заданої швидкості руху від 0, 15, 25, 40, 50 … 180, 200 км/год і перемикачами роботи в тягових режимах, ході, вибігу, з АЛС або без неї. Натискання відповідної кнопки визначає необхідну швидкість, підтримувану в автоматичному режимі.
Другий швидкостемір, швейцарської фірми Hasler — електромеханічний, має шкалу лічення швидкості до 240 км/год, з бортовими самописцями всередині. Електровози ЧС200 мають три види гальма: пневматичний, електропневматичний, дистанційну чехословацьку систему управління гальмами Dako і електродинамічний реостатний гальмо, який згодом ліг в розробку і будівництво електровоза ЧС2Т (63Е) і наступних чехословацьких електровозів.

## Зміни в конструкції серійних ЧС200
C 1979 по 1980 рік заводом Škoda була виготовлена партія з 10 серійних електровозів ЧС200 (заводський тип 66Е1), в конструкції яких були внесені зміни і удосконалення з урахуванням досвіду випробувань електровозів ЧС200-001 і ЧС200-002, з випробуваною швидкістю 220 км/год . На серійних ЧС200, які отримали номер з 003 по 012, була змінена форма кузова, кабіни машиніста, а також електрична схема, електровоз став коротше на 1080 мм. З урахуванням випробувань прототипів ЧС200 на серійних електровозах кабіна була вдосконалена, а форма аеродинамічно доопрацьована. Вона стала вже і загладкою, а кузова секцій коротше. Замість асиметричних струмоприймачів AM18U французької фірми Fevlei, встановлених на прототипи, на серійних електровозах 66Е1 були встановлені вітчизняні симетричні двоступеневі струмоприймачі ТСп-6 м розробки І. А. Бєляєва і В. А. Шияна, конструкція яких паралельно випробовувалася на електропоїзді ЕР200. Також була збільшена потужність двигунів електровозів, для водіння поїздів з великою кількістю вагонів.

## Керування
Через велику потужність електровоза для виключення перепалу контактного проводу при рушанні необхідно піднімати три струмоприймача з чотирьох. При піднятих струмоприймачах, включених БВ і ЕПК автостопу перемикач напрямку ставиться в положення «Вперед» або «Назад» і натискається кнопка «+1». ПК 330 повертається на першу позицію, за його сигналами включається частина лінійних контакторів і контактори ослаблення поля, але включення тяги не відбувається — позиція призначена для перевірки і підготовки.

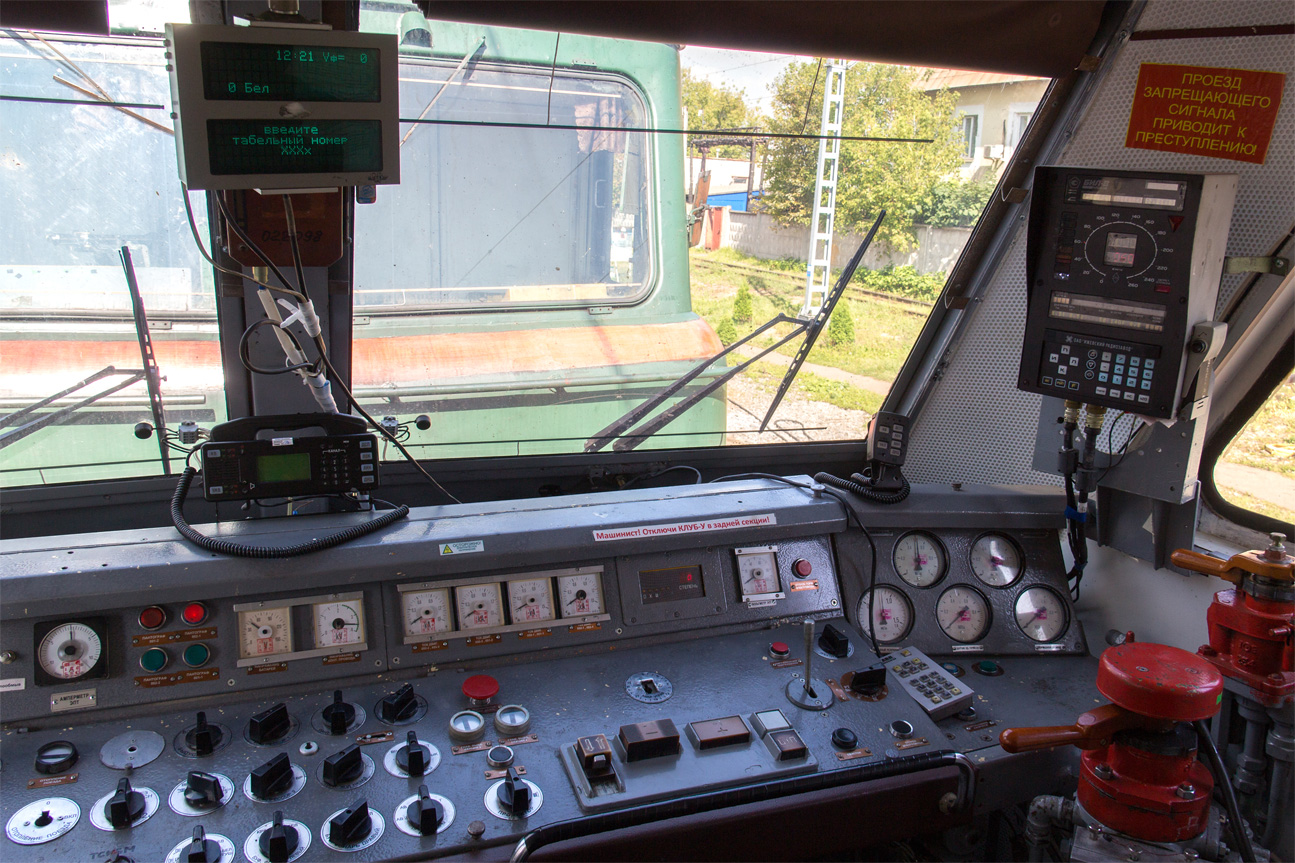
Пульт керування електровозом ЧС200-011

Повторне натискання кнопки «+1» включає другу позицію, включаються відсутні лінійні контактори, тягові двигуни включаються в роботу з ослабленим збудженням, що при нульовій швидкості дає зниження сили тяги для плавності рушання, і повністю введеним пусковим реостатом. Також на другій позиції ПК автоматично включаються вентилятори охолодження ТЕД. Ослаблення збудження при рушанні з електровозів ЧС застосовується тільки на ЧС6 і ЧС200, але широко поширене на серії ВЛ — електровозах ВЛ10, ВЛ11, ВЛ82М. При наборі 3-й позиції відпадають контактори ОВ, двигуни переходять на повне поле, при наборі 4-й і подальших позицій включаються реостатні контактори, поступово закорочуючи частини пускового реостата. Ослаблення збудження на другій позиції, забезпечуючи плавне рушання, має негативний ефект при включенні тяги на швидкості — на другій позиції тягові двигуни різко включаються в режим ОВ, з'являється велика сила тяги, що викликає ривок, при наборі 3-й позиції сила тяги спадає.
На 5-й позиції, якщо включений перемикач «Зима/Літо» (в даний час вимкнений цілий рік), закорочується пусковий резистор вентиляторів ТЕД і вони виходять на повні оберти. При швидкості 50-70 км/год досягається 27-й позиція, на якій повністю виводиться реостат тягових двигунів — ця позиція ходова. Якщо натиснута фіксуюча кнопка «ШП» (абревіатура від неправильно перекладеного з чеської мови на російську як «шунтування поля» терміна «ослаблення поля»), то при натисканні кнопки «+1» на 27-й позиції ПК 330 переходить на 28-у, включаючи першу щабель ОВ. Далі доступні ще 4 ступені ОВ, на 32-й позиції завершується пуск тягових двигунів на послідовному з'єднанні.

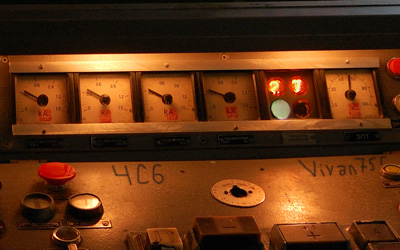
На покажчику горить 27-я позиція, під цифрами зелена лампа ходової позиції (з виведеним пусковим реостатом)

На 32-й позиції можливий розгін до швидкості 130–140 км/год. Якщо віджати кнопку «ШП», то ПК повернеться на 27-у позицію. При віджатою кнопці «ШП» натискання кнопки «+1» призведе до безперервного обертанню ПК 330 з 27-й позиції за 34-ю, при цьому буде відбуватися не послаблення збудження, а перемикання тягових двигунів на паралельне з'єднання. На 34-й позиції буде знову введено весь пусковий реостат і почнеться пуск ТЕД на паралельному з'єднанні, повністю реостат буде виведений на 51-й позиції. На позиціях 52-56 будуть по черзі включені п'ять ступенів ослаблення збудження. У нормі перехід на паралельне з'єднання дозволений з 80 км/год, але при необхідності швидкого розгону можливий перехід на меншій швидкості.
Для швидкого набору позицій кнопка «+1» утоплюється далі в положення «+», при цьому ПК 330 безперервно обертається на набір, зупиняючись на 27-й і 51-й позиціях лише в тому випадку, якщо натиснута кнопка «ШП». Для скидання позицій існує кнопка скидання, позиції можна скидати як по одній натисканням кнопки в положення «-1», так і безперервно дожимання кнопки в положення «-». Швидко вимкнути тягу можна установкою реверсивного перемикача в нейтральне положення на позиціях ПК 330.

## Експлуатація

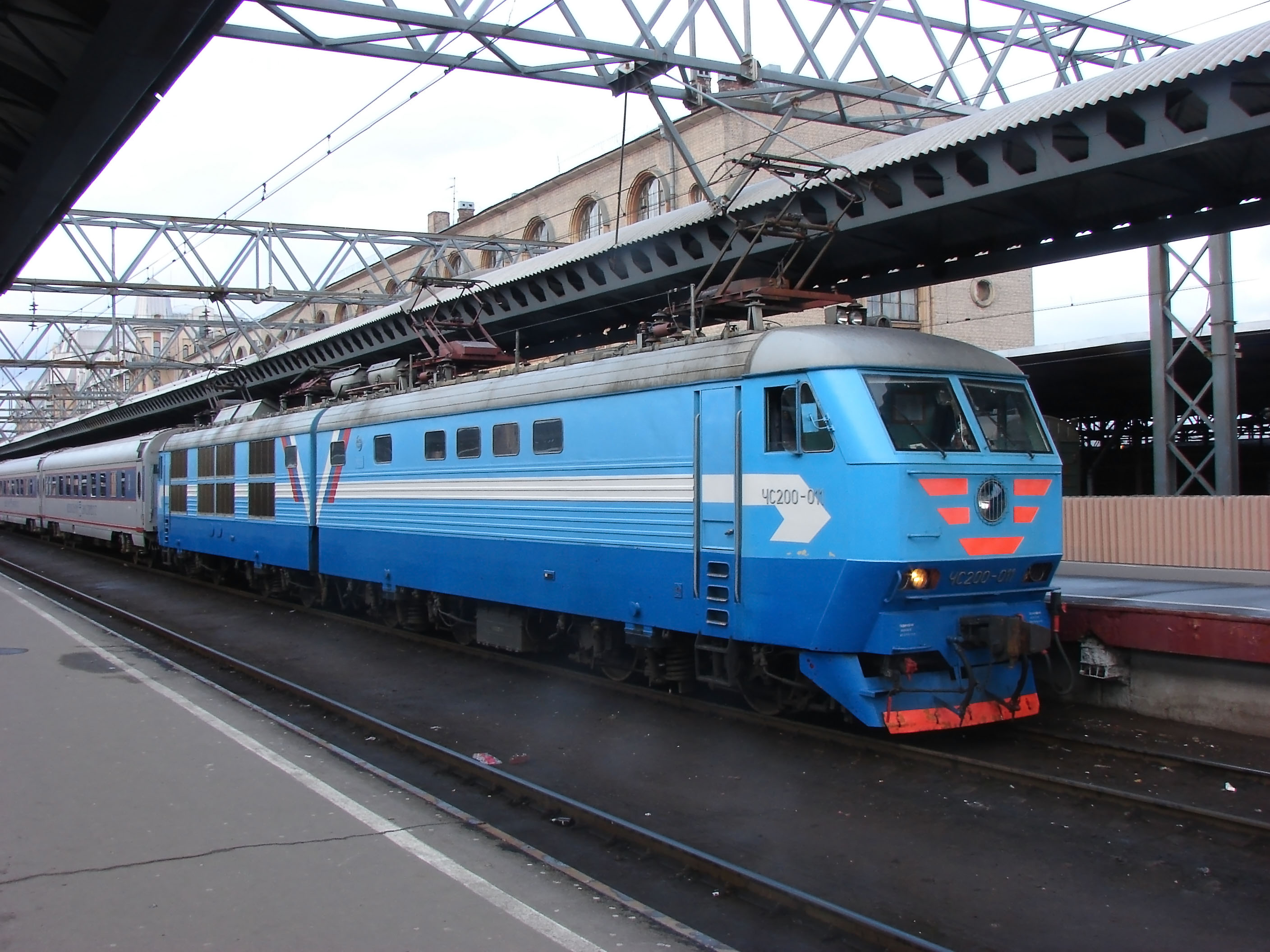
ЧС200-011 з поїздом «Невський експрес» на Московському вокзалі Санкт-Петербурга

Локомотиви надійшли в депо ТЧ-8 Ленінград-Пасажирський-Московський Жовтневої залізниці, для обслуговування пасажирських, швидких і швидкісних поїздів на лінії Ленінград — Москва. Експлуатуютувалися ЧС200 на лінії Санкт-Петербург — Москва, Санкт-Петербург — Мурманськ (до ст. Свір), Москва — Волховстрой — Мурманськ (до ст. Свір), Санкт-Петербург — Вологда (до ст. Бабаево), Великий Новгород — Москва, Санкт-Петербург — Гельсінкі і Москва — Дача Долгорукова (Санкт-Петербург-Ладозький) — Хельсінкі (до ст. Виборг), і з Москви і Санкт-Петербурга до ст. Торжок. У травні 2024 року був списаний останній локомотив (ЧС200-009) цієї серії.

## Технічні дані
- Осьова формула — (2О−2О)+(2О−2О)
- Вага в робочому стані — 156 т
- Годинна потужність ТЕД — 1050 кВт
- Сила тяги годинного режиму — 22130 кгс
- Швидкість годинного режиму — 135,9 км/год
- Тривала потужність ТЕД — 1000 кВт
- Сила тяги тривалого режиму — 20800 кгс
- Швидкість тривалого режиму — 137,8 км/год
- Конструкційна швидкість — 220 км/год
- Напруга контактної мережі — 3 кВ
- Рід струму — постійний

## Події та інциденти
- 11 лютого 2000 при маневрах у депо була розбита одна з секцій ЧС200-007. В результаті, обладнання з неї було переставлено на неексплуатовані після невдалого капремонту секцію від ЧС6-030. У такому вигляді локомотив ЧС200-007/ЧС6-030 пропрацював до чергового капремонту в кінці 2000-х.
- 2 грудня 2006 на ділянці «Ліхославль-Калашниково», Жовтневої залізниці, в ході випробувань швидкісної контактної підвіски КС-200.006, на електровозі ЧС200-009 було встановлено рекорд швидкості для електровозів на залізницях Росії — 262 км/год.
- 13 серпня 2007 в 21:38 на перегоні Бурга — Мала Вішера під електровозом ЧС200-004 поїзда № 166 «Невський експрес» відбувся підрив безоболочкового вибухового пристрою.
- 27 листопада 2009 в 21:29 на 285 км лінії Санкт-Петербург — Москва (перегін Угловка — Алешінка на кордоні Тверської і Новгородської областей) під електровозом ЧС200-010, що слідував з поїздом «Невський експрес» зі швидкістю 196 км/год, імовірно спрацював вибуховий пристрій, внаслідок чого сталася аварія потягу.